# Leonora addio (film)
Leonora addio è un film del 2022 diretto da Paolo Taviani, al suo ultimo film nonché sua unica regia in solitaria, dopo la morte del fratello Vittorio, avvenuta nel 2018.
Il film non illustra la trama dell'omonima novella di Luigi Pirandello, ma quella di un altro racconto dello scrittore siciliano, Il chiodo, che si intreccia con la descrizione dei tre funerali celebrati al grande autore in occasione della sua morte nel 1936.

## Trama
Alla morte di Luigi Pirandello nel 1936, il regime fascista, pur omaggiando il drammaturgo con tutti gli onori, compreso il Nobel vinto, non concede alle sue ceneri di essere riportate nella natia Agrigento, dove Pirandello avrebbe voluto essere inumato in una roccia in piena campagna, venendo invece tumulato in un loculo del cimitero del Verano.
Dopo la Liberazione, nel 1947, con l'approvazione del presidente del Consiglio dei ministri Alcide De Gasperi, un funzionario agrigentino assume il compito di scortare l'urna cineraria da Roma alla Sicilia. Una volta a Palermo, le ceneri vengono omaggiate con un secondo funerale, senza però essere tumulate come espresso nelle ultime volontà di Pirandello.
Sarà solo nel 1951, quindici anni dopo la morte di Pirandello che le ceneri raggiungeranno la loro destinazione, tumulate in una roccia della campagna agrigentina.

### Il chiodo
La seconda parte del film è l'adattamento di una novella di Pirandello, Il chiodo, in assoluto una delle ultime scritte dal Premio Nobel siciliano.
A New York, nel quartiere di Harlem, il giovane Bastianeddu, emigrato dalla Sicilia assieme al padre nonostante la contrarietà della madre, uccide senza apparente motivo Betty, una sua coetanea, che neanche conosce. La vittima viene da lui colpita a morte con un chiodo, durante una rissa con una ragazza più grande.

## Produzione
Le riprese del film sono cominciate il 16 dicembre 2019 ad Agrigento, nella casa natale dello scrittore girgentino, per poi proseguire a Palma di Montechiaro, nell'isola di Ortigia a Siracusa, a Montalbano Elicona sull'altopiano dell'Argimusco e a Catania presso il Monastero dei Benedettini e le biblioteche riunite "Civica e Ursino Recupero". La lavorazione ha subito una temporanea battuta d'arresto agli inizi del 2020 in concomitanza con la diffusione della pandemia di COVID-19 in Italia, per poi riprendere nell'autunno dello stesso anno.

## Distribuzione
Il film è stato selezionato in concorso al Festival Internazionale di Berlino il 15 febbraio 2022 e distribuito nelle sale italiane due giorni dopo. Si tratta della prima partecipazione al festival tedesco per Taviani dopo la vittoria nel 2012, assieme al fratello, dell'Orso d'oro per Cesare deve morire.

## Riconoscimenti
- 2022 - Festival di Berlino
  - Premio FIPRESCI a Paolo Taviani